# Военнообязанный
Военнообя́занный, в военном деле России термин имеет следующие значения:
- лицо, состоящее в запасе Вооружённых Сил (ВС) государства;
- юноши и девушки допризывного и призывного возрастов, состоящие на воинском учёте (в государствах, имеющих призывную или смешанную систему комплектования);

В некоторых государствах именуются запасниками, резервистами и так далее. Ранее в СССР также назывался приписник, так как был приписан к конкретному формированию в случае повторного призыва. В государствах, принявших англосаксонскую модель строительства ВС, именуются (англ.) liable for military service, дословно — ответственный за воинскую повинность.

## Россия

### Советский период
В соответствии с Законом СССР «О всеобщей воинской обязанности» практически все граждане Союза ССР обязаны были исполнять всеобщую воинскую обязанность, то есть являлись военнообязанными.
Всеобщая воинская обязанность, установленная советским законодательством, вытекала из соответствующего положения Конституции СССР, определяющего, что защита социалистического Отечества есть священный долг каждого гражданина СССР, а военная служба в рядах ВС СССР — почётная обязанность советских граждан (ст. 62 и 63 Конституции СССР). Законодательство о всеобщей воинской обязанности прошло в своём развитии несколько этапов. Отражая социально-политические изменения в жизни общества и потребности укрепления обороны страны, оно развивалось от добровольчества к обязательной военной службе трудящихся и от неё — ко всеобщей воинской обязанности.
Всеобщая воинская обязанность характеризовалась следующими основными чертами:
1. она распространялась лишь на советских граждан;
2. являлась всеобщей: призыву на военную службу подлежали все мужчины — граждане СССР; не призывались лишь лица, отбывающие уголовное наказание, и лица, в отношении которых велось следствие или уголовное дело рассматривалось судом;
3. являлась личной и равной для всех: не допускалась замена призывника другим лицом: за уклонение от призыва или от выполнения обязанностей военной службы виновные несли уголовную ответственность;
4. имела ограничения во времени: законом точно были установлены сроки действительной военной службы, количество и продолжительность учебных сборов и предельный возраст состояния в запасе;

Воинская обязанность по советскому законодательству осуществлялась в следующих основных формах:
- служба в рядах ВС СССР в течение установленных законом сроков;
- служба и работа в качестве военных строителей;
- прохождение учебных, поверочных сборов и переподготовки в период состояния в запасе ВС СССР;

Исполнением всеобщей воинской обязанности являлось также предварительная подготовка (военно-патриотическое воспитание, начальная военная подготовка (НВП), подготовка специалистов для ВС, повышение общей грамотности, проведение лечебно-оздоровительных мероприятий и физическая закалка молодёжи) к военной службе:
- прохождение учащимися в средних школах, а другими гражданами — на производстве НВП, включая подготовку по гражданской обороне, с учащейся молодёжью в общеобразовательных школах (начиная с 9-го класса), в средних специальных учебных заведениях (ССУЗ), и в учебных заведениях системы профессионально-технического образования штатными военными руководителями. Юноши, не обучавшиеся в дневных (очных) учебных заведениях, НВП проходили на учебных пунктах, создаваемых (при наличии 15 и более юношей, обязанных проходить НВП) на предприятиях, в организациях и колхозах; Программа НВП включала в себя ознакомление молодёжи с назначением Советских ВС и их характером, с обязанностями военной службы, основными требованиями военной присяги и воинских уставов. Руководители предприятий, учреждений, колхозов и учебных заведений несли ответственность за то, чтобы НВП были охвачены все юноши допризывных и призывных возрастов;
- приобретение военных специальностей в учебных организациях системы профессионально-технического образования — профтехучилищах и в организациях Добровольного общества содействия армии, авиации и флоту (ДОСААФ), предназначалась для обеспечения постоянной и высокой боеготовности ВС, являлась заблаговременной и предусматривала подготовку специалистов (водителей автомобилей, электромехаников, связистов, парашютистов и других) из числа юношей, достигших 17-летнего возраста. В городах производилась без отрыва от производства. При этом на период сдачи экзаменов обучающимся юношам предоставлялся оплачиваемый отпуск на 7—15 рабочих дней. В сельской местности производилась с отрывом от производства на сборах в осенне-зимний период. За призывниками в этих случаях сохранялись места работы, занимаемая должность и выплачивалось 50 % среднего заработка. Оплачивались также расходы по найму жилого помещения и проезду к месту учёбы и обратно;
- изучение военного дела и приобретение офицерской специальности студентами высших учебных заведений (ВУЗ) и ССУЗ, занимавшихся по программам подготовки офицеров запаса;
- соблюдение правил воинского учёта и иных воинских обязанностей призывниками и всеми гражданами, состоящими в запасе ВС СССР.

В целях планомерной подготовки и организационного проведения призыва на действительную военную службу территория СССР разделялась на районные (городские) призывные участки. К ним ежегодно в течение февраля — марта приписывались граждане, которым в год приписки исполнялось 17 лет. Приписка к призывным участкам служила средством выявления и изучения количественного и качественного состава призывных контингентов. Она производилась районными (городскими) военными комиссариатами (военкоматами) по месту постоянного или временного жительства. Определение состояния здоровья приписываемых производилось врачами, выделяемыми по решению исполнительных комитетов (исполкомов) районных (городских) Советов народных депутатов из местных лечебных учреждений. Лица, приписанные к призывным участкам, именовались призывниками. Им выдавалось специальное свидетельство. Граждане, подлежащие приписке, были обязаны явиться в военкомат в срок, установленный на основании Закона. Перемена призывного участка допускалась только с 1 января до 1 апреля и с 1 июля до 1 октября года призыва. В другое время года перемена призывного участка в отдельных случаях могла быть разрешена лишь по уважительным причинам (например, переезд на новое место жительства в составе семьи). Призыв граждан на действительную военную службу проводился ежегодно повсеместно два раза в год (в мае — июне и в ноябре — декабре) по приказу Министра обороны СССР. В воинские части, расположенные в отдалённых и некоторых других местностях, призыв начинался на месяц раньше — в апреле и октябре. Количество граждан, подлежащих призыву, устанавливалось Советом Министров СССР. Точные сроки явки граждан на призывные участки определялись в соответствии с Законом и на основании приказа Министра обороны СССР, приказом военного комиссара. От явки на призывные участки никто из призывников не освобождался (за изъятием случаев, установленных ст. 25 Закона). Вопросы, связанные с призывом, решались коллегиальными органами — призывными комиссиями, создаваемыми в районах, городах под председательством соответствующих военных комиссаров. В состав комиссии в качестве их полноправных членов входили представители местных советских, партийных, комсомольских организаций и врачи. Персональный состав призывной комиссии утверждался исполкомами районных (городских) Советов народных депутатов. На районные (городские) призывные комиссии возлагались:
- а) организация медицинского освидетельствования призывников;
- б) принятие решения о призыве на действительную военную службу и предназначение призванных по видам ВС и родам войск;
- в) предоставление отсрочек в соответствии с Законом;
- г) освобождение от воинской обязанности призывников в связи с наличием у них заболеваний или физических недостатков;

При принятии решения призывные комиссии были обязаны всесторонне обсудить семейное и материальное положение призывника, состояние его здоровья, учесть пожелания самого призывника, его специальность, рекомендации комсомольских и других общественных организаций. Решения принимались большинством голосов. Для руководства районными (городскими) призывными комиссиями и контроля за их деятельностью в союзных и автономных республиках, краях, областях и автономных округах создавались соответствующие комиссии под председательством военного комиссара союзной или автономной республики, краях, области или автономного округа. За деятельностью призывных комиссий осуществлялся контроль со стороны Советов народных депутатов и прокурорский надзор. За недобросовестное или пристрастное отношение к делу при решении вопроса призыва, предоставление незаконных отсрочек члены призывных комиссий и врачи, участвующие в освидетельствовании призывников, а также другие лица, допустившие злоупотребления, привлекались к ответственности в соответствии с действующим законодательством. В основу распределения призывников по видам ВС и родам войск клался принцип производственной квалификации и специальности с учётом состояния здоровья. Этот же принцип применялся при призыве граждан в военно-строительные отряды (ВСО), предназначенные для выполнения строительно-монтажных работ, изготовления конструкций и деталей на промышленных и лесозаготовительных предприятиях системы Министерства обороны СССР. Комплектование ВСО производилось преимущественно из призывников, окончивших строительные учебные заведения или имевших строительные или родственные им специальности или опыт работы в строительстве (сантехники, бульдозеристы, кабельщики и т. д.). Права, обязанности и ответственность военных строителей определялись военным законодательством, а их трудовая деятельность регулировалась трудовым законодательством (с некоторыми особенностями в применении того или другого). Оплата труда военных строителей производилась по действующим нормам. Обязательный срок работы в ВСО засчитывался в срок действительной военной службы.
Законом были определён единый призывной возраст для всех советских граждан — 18 лет;
Отсрочка от призыва могла быть предоставлена по трём основаниям:
- а) по состоянию здоровья — предоставлялась призывникам, признанным временно негодными к военной службе по болезни (ст. 36 Закона);
- б) по семейному положению (ст. 34 Закона);
- в) для продолжения образования (ст. 35 Закона);

Военнообязанный запаса — лицо, состоявшее в запасе ВС, периодически несущее военную службу — службу в запасе.

### Российская Федерация
Военнообязанный запаса (гражданин, пребывающий в запасе) — гражданин Российской Федерации — России, мужского или
женского пола, состоящий или обязанный состоять на воинском учёте и зачисленный в запас.
Лица, уволенные с военной службы, то есть военнообязанные, состоят в запасе до 45—70 лет, в зависимости от категории звания (солдаты, сержанты, прапорщики, младшие, старшие и высшие офицеры) на момент увольнения и разряда запаса (первый, второй, третий) и стоят на учёте в военном комиссариате, в случае смены места жительства снимаются с учёта в одном военкомате и становятся на учёт в военкомат по новому месту жительства.
В паспорте гражданина России ставится штамп «Военнообязанный».
В августе 2023 года Президент России Владимир Путин подписал закон о повышении до 30 тыс. руб. штрафа за неявку в военкомат без уважительной причины. Ранее документ одобрили Госдума и Совет федерации. Закон вступил в силу с 1 октября 2023 года. Теперь за неявку без уважительной причины по повестке штраф составляет от 10 тыс. до 30 тыс. руб. (ранее составлял от 500 до 3 тыс. руб.). Если призывник переехал на новое место жительства, но не сообщил об этом в военкомат, то его могут оштрафовать на сумму от 10 тыс. до 20 тыс. руб. Если он не сообщил об изменении своих учетных данных (место работы, семейное положение), то штраф составит от 1 тыс. до 5 тыс. руб.

## Республика Беларусь
В соответствии с Законом военнообязанный — гражданин, состоящий в запасе Вооружённых Сил или других воинских формирований.

## Германия

### Германская империя
В Германской империи при мобилизации кадровый состав Запасных частей выделялся из полевых войск, и переменный состав укомплектовывался до штатов военного времени резервистами и эрзац-резервистами, оставшимися от укомплектования полевых войск. 

### ФРГ
В Федеративной Республике Германия мужчины становятся военнообязанными, если они являются немцами, достигли 18-летнего возраста и постоянно пребывают в сфере «Закона о военной службе» (Федеративная Республика Германия). Военнообязанными являются все мужчины — граждане Германии в возрасте от 18 до 45 лет, а в случае обороны страны (Verteidigungsfall) — и до 60 лет. Hа действительную военную службу до 2011 года призывались военнообязанные в возрасте до 25 лет включительно (в исключительных случаях — до 32 лет включительно).
С исполнением 18 лет бундесбюргеры получали повестку о прохождении допризывного медицинского контроля в компетентном по месту жительства районном военно-призывном управлении (Kreiswehrersatzamt). Контроль, прохождение которого было обязательно, служил для определения пригодности к службе. В результате контроля могло быть принято одно из следующих решений:
- к прохождению службы годен;
- временно не годен;
- к военной службе не годен.

В случае годности человек мог быть призван на срочную службу, до исполнения 25 лет. При этом военнообязанному гарантировалось сохранение рабочего места. Гарантии не предоставлялись:
- холостым;
- работающим на предприятиях, имеющих не более пяти человек, занятых на нём.

Лица, ходатайствующие об освобождении от службы, обращались в военно-призывный орган, за исключением противопоказаний по здоровью или наличия оснований для отсрочки, например, у студентов. Так же отсрочка предоставлялась работающим не менее 8 лет в таких организациях, как:
- Красный Крест;
- Союз благотворительной помощи рабочим (самаритяне);
- Служба помощи при несчастных случаях (иоанниты);
- Служба помощи Мальтийского ордена;
- Немецкое общество спасения жизни;
- Добровольная пожарная охрана и техническая служба ликвидации последствий катастроф. Они полностью освобождались от службы. Ходатайство об отсрочке или освобождении от службы подавались вышеназванными организациями.

Отказывающиеся служить с оружием в руках обязаны были работать в социальных учреждениях. В Германии молодые люди, отказывавшиеся от военной службы с оружием в руках, не обязаны были идти в бундесвер. Они были вправе ходатайствовать об отказе от прохождения службы в действующей армии. Если такое ходатайство удовлетворено, заявитель обязан в порядке компенсации пройти т. н. гражданскую службу, работая в социальных учреждениях: больницах, домах инвалидов и престарелых, пунктах социальной помощи и мастерских для инвалидов в качестве помощников, санитаров или наставников. Служба на благо человека более длительная, чем у солдат. Если срочная служба в армии составляет 12 месяцев, то гражданская продолжается 15 месяцев. В последнее время проходящих гражданскую службу все чаще привлекали на экологические работы.
Получивший повестку о призыве до 25 лет в любое время мог быть призван в бундесвер. Достигшие 18 лет и прошедшие допризывный контроль должны были рассчитывать на то, что до исполнения 25 лет их в любое время могли призвать в бундесвер, если этому не препятствуют медицинские или иные причины, скажем, учёба в ВУЗе на 3-м семестре и выше. Военнообязанный получает из районного военно-призывного органа повестку о призыве с указанием, когда и куда явиться. Военнообязанный должен был иметь при себе следующие документы:
- повестку о призыве;
- удостоверение личности;
- военный билет;
- бланк «Berechtigung» (если есть), дающий право проезда по ж. д. к месту службы;
- трудовую книжку;
- номер страховки в системе пенсионного страхования;
- свидетельство о прививках;
- другие справки о прививках (если есть);
- автобиографию;
- все документы о квалификации, в том числе водительские права.

Военнообязанный, заключивший контракт на сверхсрочную службу, обязан был иметь при себе:
- свидетельство о рождении;
- свидетельство о браке;
- свидетельства о рождении детей;
- аттестат последней из посещавшихся им школ;
- (если есть) дипломы подмастерья или мастера.

## Дания
В соответствии с §81 Конституции Дании, в стране сохраняется призывная служба, и все датчане мужского пола, достигшие 18 лет, формально несут воинскую обязанность. В 2020 году службу по призыву в вооруженных силах Дании проходил 4631 человек, в том числе 3593 мужчины и 1038 женщин. Призыв проходит в заранее назначаемый каждый год День вооруженных сил (дат. Forsvarets Dag) и включает в себя письменный тест, медицинский осмотр и лотерею, в которой случайным образом — в зависимости от выпавшего номера — определяется, будет ли призывник отправлен на действительную службу или в резерв. Чем больше волонтёров в текущий год заявится, тем, соответственно, меньшее количество срочников призовут. Почти все места на действительной призывной службе занимают добровольцы, поступающие на службу без лотереи — их доля среди военнослужащих, проходящих службу по призыву, увеличивалась с 76 % в 2006 году до 99,9 % в 2020 году. Таким образом, на практике призыв применяется весьма редко. В 2020 году было призвано лишь 19 человек.
Однако, в стране существует обязанность проходить службу, и предусмотрена уголовная ответственность за отказ ее нести. Жители Гренландии и Фарерских островов освобождены от обязательной службы.
Министр обороны Дании в январе 2023 года предложил ввести обязательную военную службу для женщин для укрепления военной силы государства.